# Уманець Федір Михайлович
Федір Михайлович Уманець (5 березня 1841, Янівка Глухівського повіту Чернігівської губернії — 1917) — український письменник, історик, публіцист, соціолог, громадський діяч зі старовинного козацько-старшинського роду Глухівщини (Уманці).
Голова Глухівської повітової земської управи (1887—1895) і Чернігівської губернської земської управи (з 1895).

## Життєпис
Народився Федір Уманець 1841 року в селі Янівка Глухівського повіту Чернігівської губернії.
Випускник юридичного факультету Московського університету Федір Уманець з 27 вересня 1889 по 30 січня 1896 року очолював Глухівську повітову земську управу, а потім, з 1896 року, протягом двох трирічних термінів був головою Чернігівської губернської земської управи. Він також обирався губернським голосним від Глухівського повіту.

## Громадянська позиція
Був близький до українського національного руху, сприяв поширенню українського елементу в діяльності Чернігівського земства (запросив до нього як службовців Б. Грінченка, М. Коцюбинського, М. Вороного, В. Самійленка та ін.).

## Наукові і публіцистичні праці
Автор праць з історії України та Польщі й історії українсько-польських взаємин: «Гетман Мазепа» (1897), «Вырождение Польши. Два года после Ягеллонов» (1872), «Князь Константин-Василий Острожский» («Русский архив», IV, 1901). Низка статей про українсько-польські справи; публіцистична праця «Общественное воспитание в России» (1867). Особливу вагу має монографія про гетьмана Мазепу, в якій автор, використовуючи також архівний матеріал (зокрема зі збірок П. Дорошенка і Марковичів), уперше в новітній українській історіографії дав спробу позитивної характеристики Мазепи як людини й державного діяча.

## Вшанування пам'яті
У Чернігові є вулиця Федора Уманця.